# Madonna mit Kind (Saint-Genès-de-Lombaud)

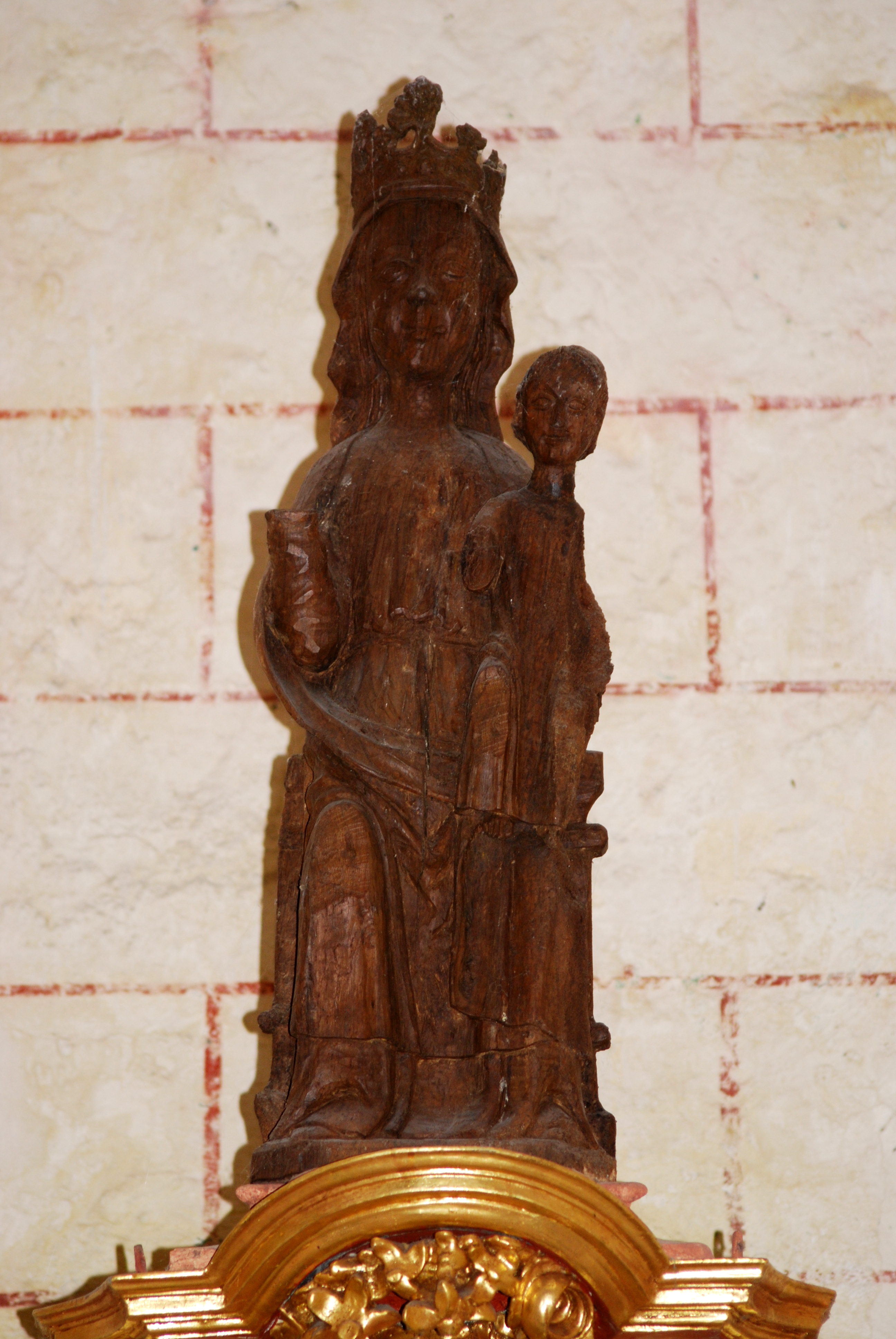
Madonna mit Kind in Saint-Genès-de-Lombaud

Die Skulptur Madonna mit Kind in der Kirche St-Genès in Saint-Genès-de-Lombaud, einer französischen Gemeinde im Département Gironde der Region Nouvelle-Aquitaine, wurde im 13. Jahrhundert geschaffen. Im Jahr 1908 wurde die gotische Skulptur als Monument historique in die Liste der denkmalgeschützten Objekte (Base Palissy) in Frankreich aufgenommen.
Die circa einen Meter hohe Skulptur aus Nussbaumholz stellt die sitzende Maria mit einer Krone auf dem Haupt dar. Auf ihrem linken Knie sitzt das Jesuskind. Auf alten Fotos ist zu sehen, dass im 19./20. Jahrhundert noch neuere Ausschmückungen auf der Skulptur vorhanden waren (siehe Einzelnachweise), die bei einer Restaurierung entfernt wurden.